# NGC 3181
NGC 3181 — область H II в галактике NGC 3184 в созвездии Большой Медведицы. Открыта Биндоном Стони в 1851 году.
Этот объект входит в число перечисленных в оригинальной редакции «Нового общего каталога».